# Napóleon (keresztnév)
A Napóleon olasz eredetű férfinév, jelentése: Nápolyból származó.

## Gyakorisága
Az 1990-es években szórványos név, a 2000-es években nem szerepel a 100 leggyakoribb férfinév között.

## Névnapok
- május 7.[2]
- augusztus 15.[2]

## Híres Napóleonok
- I. Napóleon francia császár
- II. Napóleon francia császár
- III. Napóleon francia császár
- Napóleon Lajos francia császári herceg („IV. Napóleon”)